# Bruno Möhring

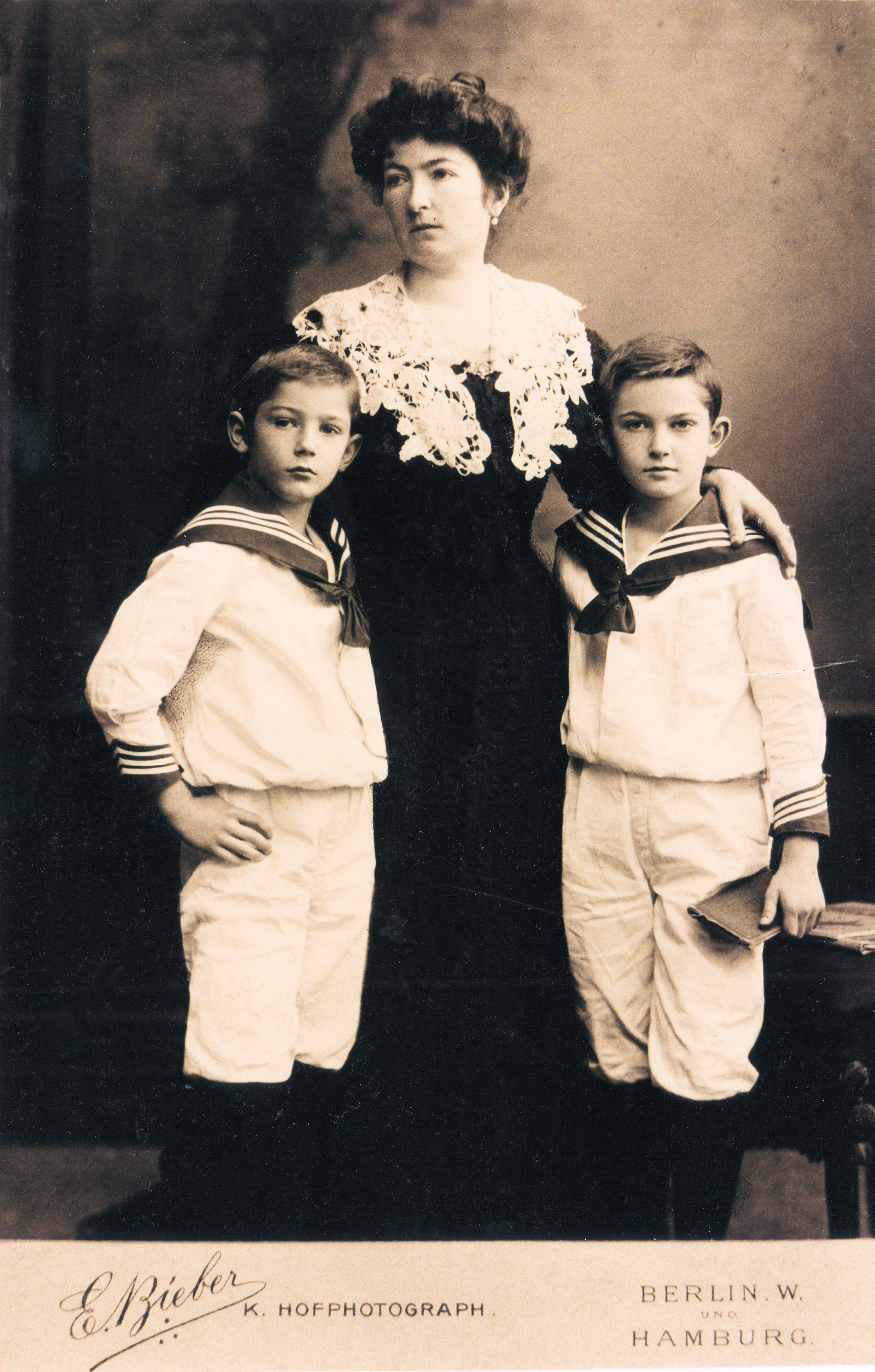
1905 : Anna Möhring avec ses fils Rudolf et Bruno

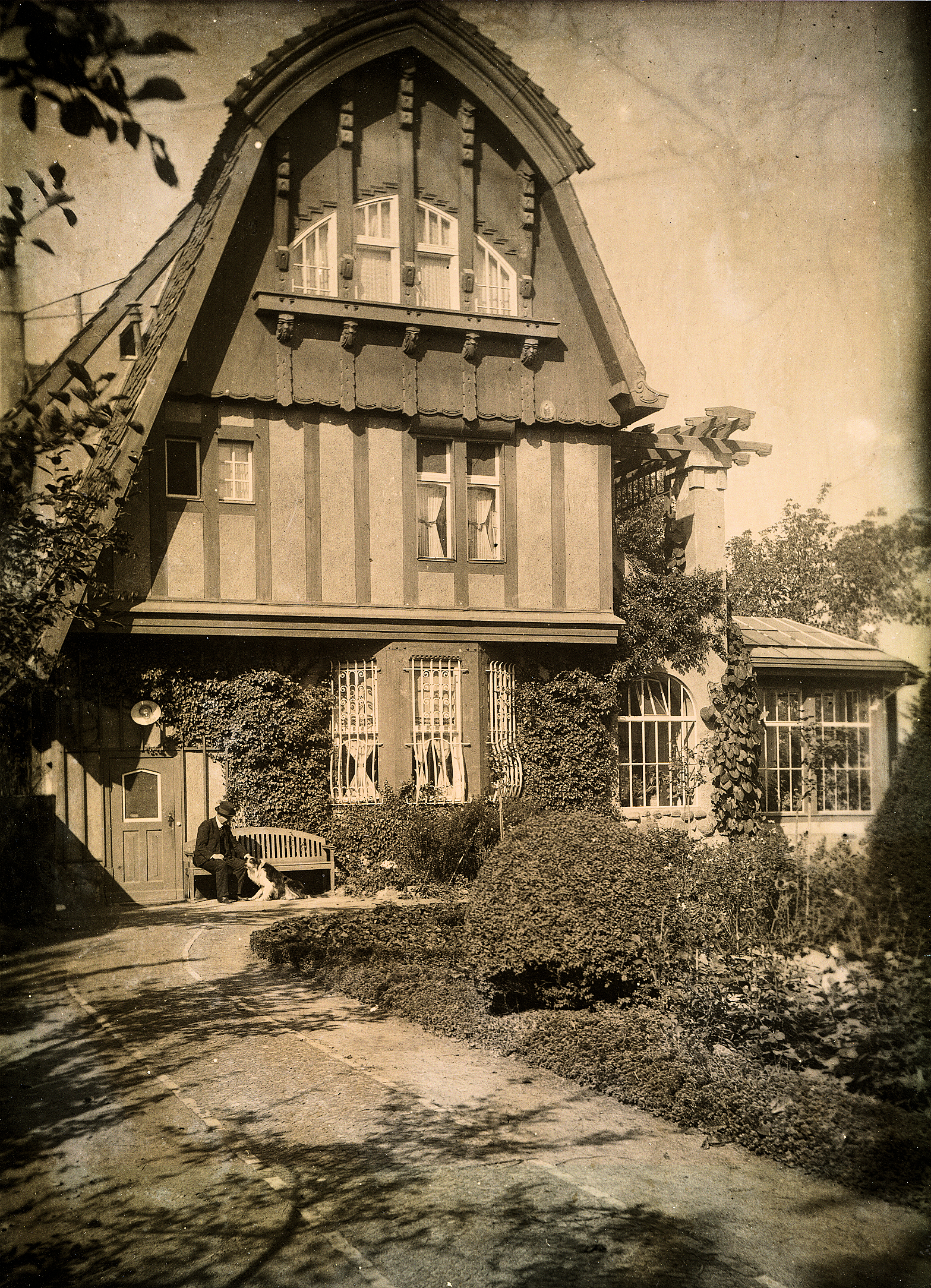
1928 : Le malade Bruno Möhring avec son chien devant sa maison, Parallelstrasse 7 (aujourd'hui : Bruno-Möhring-Strasse 14B) à Berlin-Marienfelde

Bruno Möhring (né 11 décembre 1863 à Königsberg et mort le 25 mars 1929 à Berlin,) est un architecte, urbaniste et designer allemand. Il est l'un des architectes Art nouveau les plus importants d'Allemagne.

## Biographie
Après avoir brièvement étudié sans diplôme à l'Université technique de Charlottenbourg auprès d'Hermann Ende, Carl Schäfer, Johannes Otzen et Johann Eduard Jacobsthal, Möhring travaille comme architecte salarié dans le bureau de construction du palais de Berlin. En 1892, il devient indépendant et a son bureau au 109 de la Potsdamer Straße.

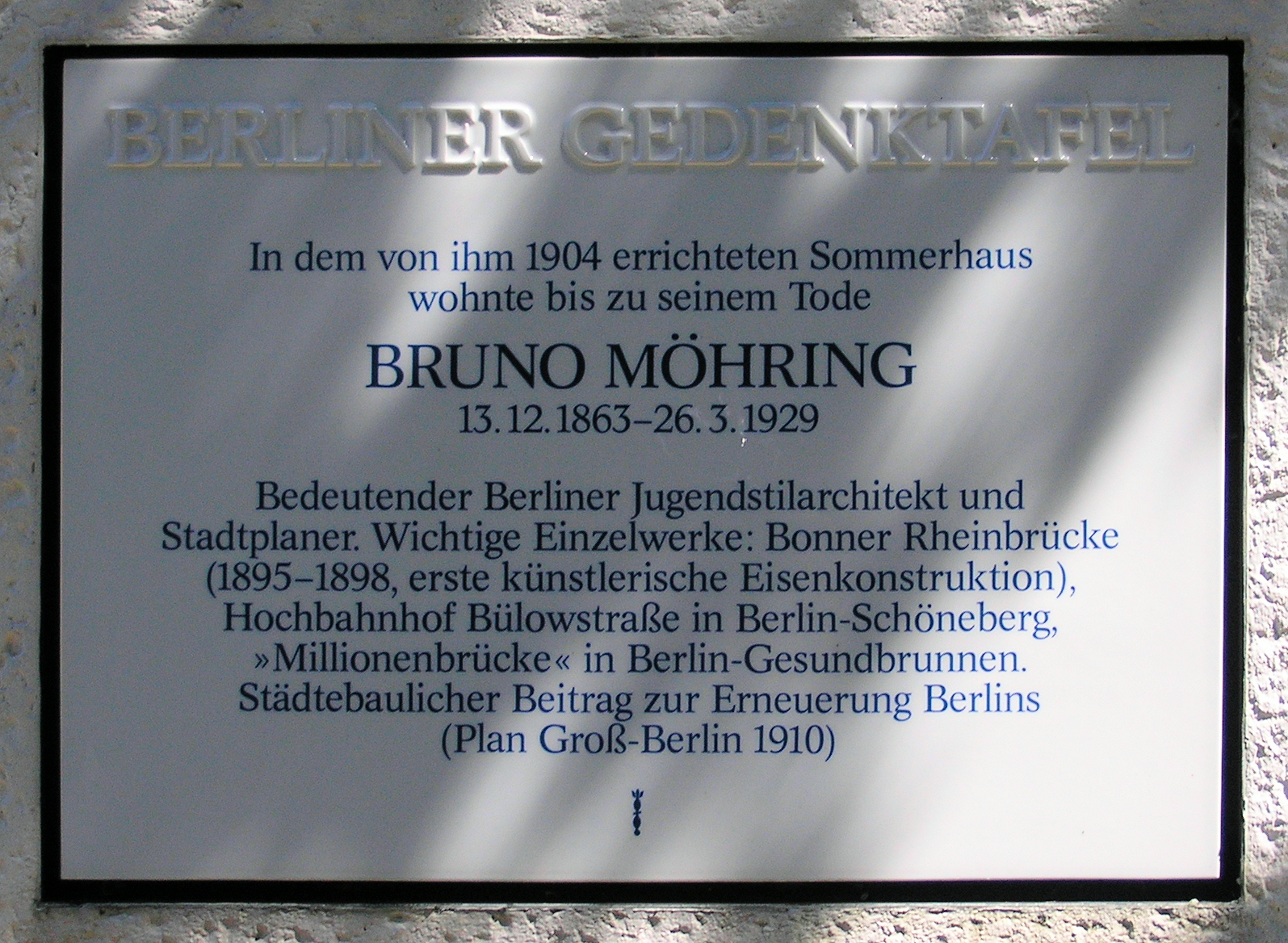
sur la maison située Bruno-Möhring-Straße 14a, à Berlin-Marienfelde

Möhring attire l'attention avec plusieurs succès de concours, notamment la conception du pont sur le Rhin de Bonn (1897), qui aboutit à une collaboration fructueuse à long terme avec la Gutehoffnungshütte d'Oberhausen et son concepteur en chef, le professeur Reinhold Krohn (de). À l'époque de l'Art nouveau, Möhring est considéré comme l'un des rares architectes prussiens à avoir imaginé des créations véritablement originales et indépendantes. En fait, ces années peuvent être considérées comme le point culminant de la vie professionnelle de Möhring.
Cependant, l'Art nouveau a déjà vécu en 1906 et, dans les années suivantes, Möhring se distingue principalement par son travail d'urbanisme. Il participe à des projets plus importants à Wedding, Weißensee et Neukölln. Il met ici en valeur les caractéristiques fondamentales de son projet urbain : un développement en bordure d'îlot avec de grands espaces intérieurs verts.
L'œuvre de Möhring est généralement considérée comme moins importante après la Première Guerre mondiale. Il manque désormais à son œuvre les projets spectaculaires comme les grands ponts. Mais il réussit également une bonne architecture à plus petite échelle, comme la restructuration de l'église du village de Marienfelde (de) et la nouvelle construction de la chapelle du cimetière de Berlin-Marienfelde. Il démontre également l'utilisation continue des bâtiments existants avec la construction du centre communautaire de Giesensdorf, où il intègre le presbytère existant de 1869 dans le nouveau bâtiment.
Il appartient au club d'artistes « Le cercle d'œuvre (de) » et est membre du cercle des amis de Chorin depuis 1902. Il est également l'un des membres fondateurs de l'Union de l'œuvre allemande en 1907 et est co-éditeur de la revue Berliner Architekturwelt.
Le travail de Möhring est récompensé par plusieurs honneurs et médailles. En 1907, il reçoit le titre de professeur. En 1914, il devient membre du comité permanent international des architectes de Paris. Depuis 1919, il est membre de l'Académie prussienne du génie civil
Bruno Möhring est enterré dans une tombe honorifique au cimetière de Marienfelde (de) de la paroisse protestante de Berlin-Marienfelde. Le tombeau encore conservé est un monument protégé au titre de monument de jardin. L'ancienne rue parallèle de Berlin-Marienfelde s'appelle désormais Bruno-Möhring-Straße.
Son épouse Anna Möhring (née Burghardt) décède en 1939. Deux de ses fils meurent très tôt, Hans-Joachim à l'âge de quatre ans alors qu'il est enfant et Bruno en 1918 alors qu'il participe à la Première Guerre mondiale. Selon son acte de décès, le troisième fils Rudolf décède à la fin de la Seconde Guerre mondiale, le 23 avril 1945, dans la propriété héritée de Marienfelde, lors de l'avancée de l'Armée rouge sur le centre de Berlin.

## Employés
Les employés de l'atelier de Bruno Möhring sont :
- de 1900 à 1906 John Martens (de) (1875-1936) comme architecte en chef et chef de bureau[13]
- vers 1900/1904 l'architecte Otto Rahlenbeck
- vers 1900/1904 l'architecte Philipp Felde
- En 1903 l'architecte Bruno Taut[14]
- avant 1904 l'architecte Leo Nachtlicht (de)[15]
- de 1907 à 1909 l'architecte suédois Sigurd Lewerentz[16]
- 1908/1909 l'architecte Josef Frank (1885-1967)[14]
- à partir de 1913 Hans Spitzner (dernier associé de bureau)
- vers 1919 à 1921 l'architecte suisse Otto Dreyer (de) (1897-1972)[14]
- plus tard, son fils Rudolf Möhring

## Réalisations
Un domaine important du travail de Möhring est la conception architecturale de structures en fer, qui jusqu'alors ne sont pas réellement considérées comme des objets d'architecture. Möhring se développe au-delà de l'ajout de constructions en fer utiles et d'une architecture de construction solide et décorative qui sont courantes dans l'historicisme (par ex. poutres de pont + tours de porte, comme c'est encore le cas pour le pont sur la Moselle à Traben-Trarbach (de)); Il ajoute ensuite à la construction en fer spécifiée par l'ingénieur des éléments décoratifs développés à partir de sa forme directement et dans le même matériau (par ex. pour le pont de Swinemünde à Berlin, qui n'a pas du tout besoin de tours ou autres). Dans l'idéal, la construction et la conception architecturale se fondent ainsi en une unité indissociable et en une forme globale caractéristique, comme dans le cas de la station de métro aérien "Döppersberg" (de) à Wuppertal.
Une autre partie importante de l'œuvre de Möhring est la conception d'expositions ou de bâtiments ou objets d'exposition individuels. La tâche de conception, que l'on qualifie aujourd'hui de construction d'expositions, est dominante. En 1900, il se charge de la conception artistique des salles d'exposition des producteurs de vin allemands et d'un restaurant de vin à l'Exposition universelle de Paris. Pour cela, le gouvernement français fait de Möhring un chevalier de la Légion d'honneur. Hormis le hall d'exposition de la Gutehoffnungshütte de 1902, dont la construction est réutilisée ailleurs quelques années plus tard, il n'existe probablement aucun objet de cette catégorie - la plupart du temps, ils ne sont d'ailleurs conçus que pour une existence temporaire.
En plus de son travail de design, Möhring est actif en tant qu'auteur et éditeur de magazines ; En 1899, par exemple, il est cofondateur et rédacteur en chef de la revue « Berliner Architekturwelt ».

Planche 51 du tome 3 (1902) des Architektonische Charakterbilder, publiés par Bruno Möhring

Après le portfolio Architektonische Charakterbilder (de) avec des images et des dessins d'architecture publié à partir de 1900, la revue « Der Städtebau (de) » suit en 1906. Avec Cornelius Gurlitt et Bruno Taut, il publie depuis 1920 la revue « Stadtbaukunst (de) ».
Il y a trois axes régionaux dans l'œuvre de Möhring : Berlin et ses environs, la ville de Traben-Trarbach (après la construction du pont de la Moselle, il peut y planifier plusieurs bâtiments) et Oberhausen (la collaboration avec la Gutehoffnungshütte aboutit à la commande concevoir un règlement des fonctionnaires pour cette entreprise) . Cependant, des bâtiments individuels sont également construits en dehors de ces points focaux.
Lors de la conception des maisons de campagne et des villas qu'il projeta entre 1909 et 1916, il charge son ancien chef de bureau John Martens, qui travaille comme architecte indépendant et céramiste architectural à Berlin et pour les usines de céramique et de fours Velten, de concevoir des céramiques architecturales.

### Structures en fer

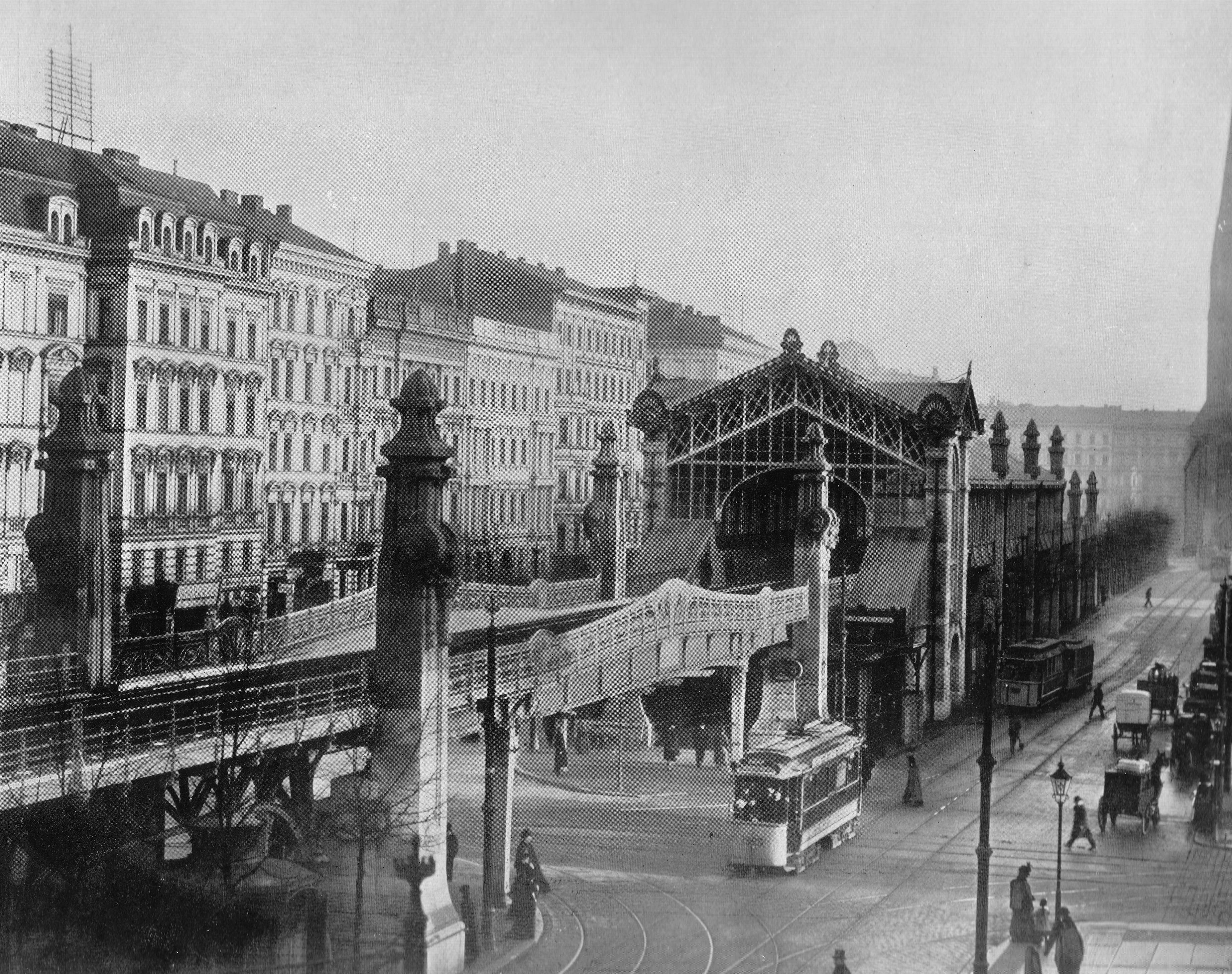
Gare surélevée de la Bülowstrasse vers 1902

- 1898-1899 : pont sur le Rhin à Bonn (de)[23]
- 1898-1899 : pont de la Moselle à Traben-Trarbach (de)[24]
- 1900 : ouvrage de la gare de l'arrêt « Döppersberg » (de) du train aérien de Wuppertal (démoli en 1926)[25]
- 1902 : structure de la station de métro Bülowstrasse du chemin de fer aérien et souterrain de Berlin[26]
- L'une de ses créations les plus célèbres aujourd'hui est la salle des machines de la mine Zollern II/IV à Dortmund-Bövinghausen de 1903[27].
- vers 1912 : pont sur l'Elbe à Schönebeck (de)[28]

### Monuments
Möhring conçoit un certain nombre de tombes, mais aussi de grands monuments comme le Tour Bismarck à Brandebourg-sur-la-Havel en 1907 ou la tour Bismarck à Burg (Spreewald) en 1917.

### Architecture d'intérieur
Il conçoit également l'intérieur de plusieurs de ses immeubles d'habitation, ainsi que des locaux commerciaux et des commerces. Ces œuvres sont de courte durée et la plupart d’entre elles ne survivent plus. Une exception est la pharmacie Rheineck, située Rheinstrasse 40 à Berlin-Friedenau, datant de 1908/09.

### Arts décoratifs
Möhring conçoit des arts décoratifs et de l'artisanat, notamment au tournant du siècle. Des bijoux, des lampes et des meubles sortaient de sa plume. Il y a aussi des décorations architecturales telles que des grilles de portes et de fenêtres et des rampes d'escalier.

### Urbanisme
- 1910 : plan d'urbanisme du Grand Berlin (en collaboration avec l'économiste Rudolph Eberstadt (de) et l'ingénieur de la circulation Richard Petersen (de))[32]

- 1912 : Plan de jardin et d'aménagement du Neu-Tempelhof (en collaboration avec Fritz Bräuning (de))[33]
- 1914 : Plan d'aménagement global du quartier de Berlin-Mariendorf[34]
- 1914/1915 : Projets de reconstruction d'Allenstein en Prusse-Orientale

### Bâtiments à Berlin

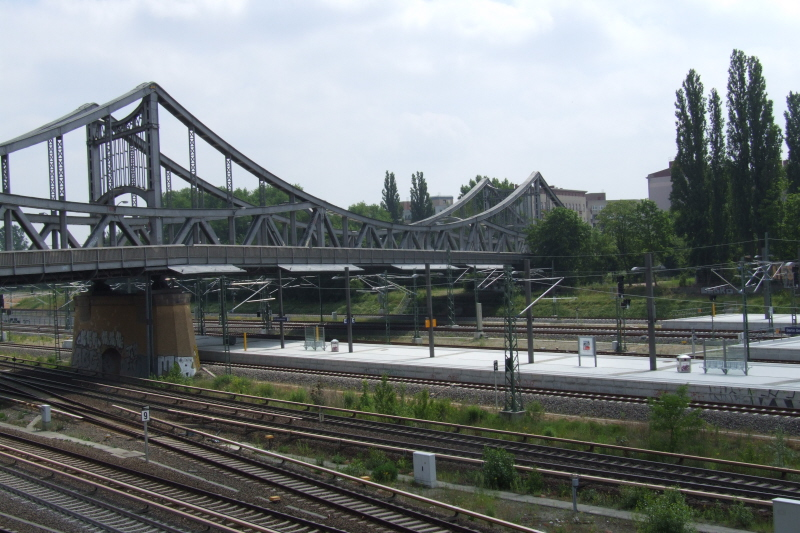
Pont de Swinoujscie

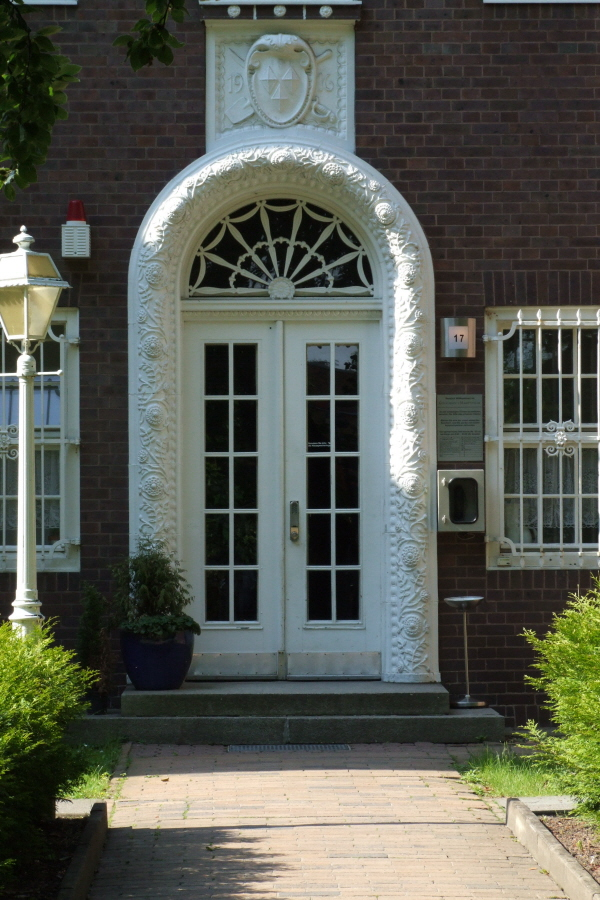
Entrée de la Villa Schippert à Berlin-Marienfelde

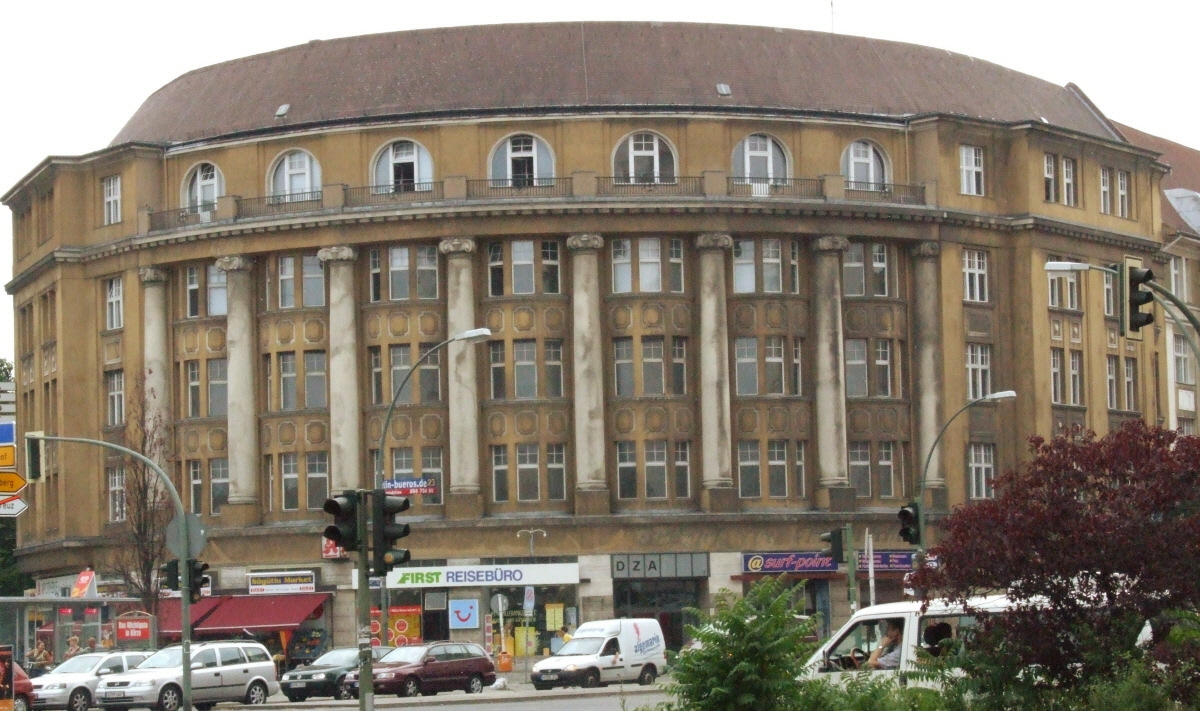
Immeuble résidentiel et commercial sur la Platz der Luftbrücke

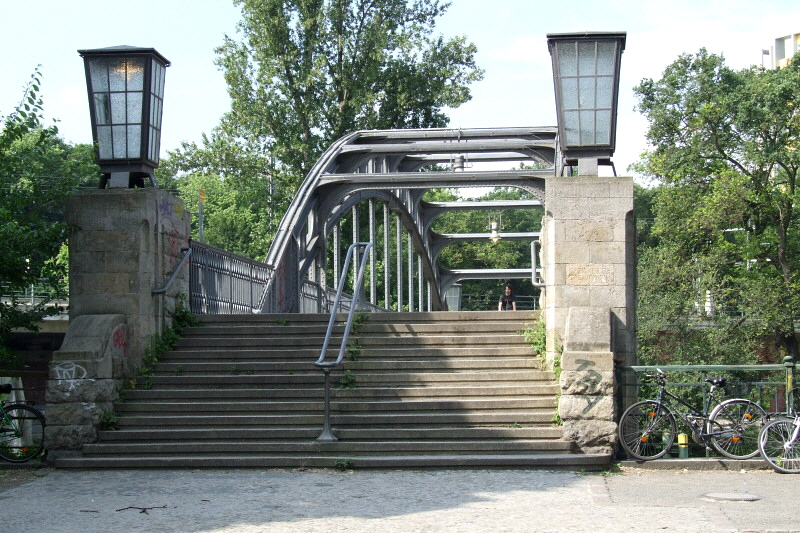
Escalier menant à Gerickesteg depuis la station de S-Bahn Bellevue

Les bâtiments dans la conception desquels Bruno Möhring joue un rôle clé sont énumérés ci-dessous. La liste se limite aux bâtiments préservés. Les informations sur l'état de ces bâtiments proviennent d'Ines Wagemann (1988) et sont partiellement vérifiées en 2006. D'où la restriction temporaire à Berlin et ses environs.
Il joue également un rôle clé dans la conception des ponts à Berlin, même si les dimensions de la Sprée sont nettement plus petites. Les ponts conservés ou leurs culées, bien que pour la plupart simplement reconstruits à la suite des effets de la guerre, sont des joyaux de la ville qui valent le détour.

### Bâtiments dans l'État de Brandebourg

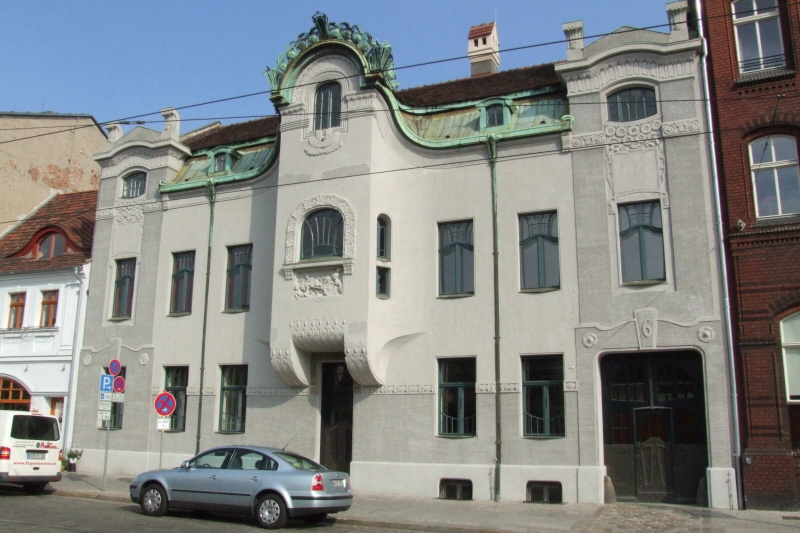
Villa Lehmann dans le Brandebourg, printemps 2007

- En 1901-1902, la maison est construite pour le fabricant Ernst Paul Lehmann (de) à Brandebourg-sur-la-Havel, Plauer Straße 6, fondamentalement repensé à l'intérieur et à l'extérieur par Möhring. Ce bâtiment est un exemple particulier des bâtiments Art Nouveau. La maison appartient désormais à la ville de Brandebourg. La façade est conservée légèrement modifiée[35].
- 1905-1907 : Villa du joaillier de la cour et conseiller commercial Johannes Heinrich Werner à Klein Glienicke (de), Griebnitzstrasse 3. La maison est probablement démolie lors de la construction des fortifications frontalières entre Klein Glienicke et Berlin[36].
- En 1907-1908, Möhring est chargé par Ernst Paul Lehmann de construire le tour Bismarck sur le Marienberg à Brandebourg-sur-le-Havel. Cette installation est en vue de la maison de Lehmann. L'escalier existant dans le parc est essentiellement basé sur les plans de Möhring. L'Observatoire Bismarck lui-même est démoli en 1974 et remplacé par le nouvel Observatoire de la Paix (de)[37].
- En 1911, il conçoit un atelier sur le lac de Schermützel (de) à Buckow pour le sculpteur Georg Roch (de)  La « Villa de Fer » est reprise par Bertolt Brecht et Hélène Weigel en 1952 comme résidence d'été et sert aujourd'hui de musée et de mémorial pour le couple d'artistes sous le nom de Maison Brecht-Weigel (de)[38].
- De 1915 à 1917, la tour Bismarck (de) est construite sur le Schlossberg à Burg. Ce monument a survécu aux affres du temps et est conservé[39].

### Bâtiments en Saxe-Anhalt

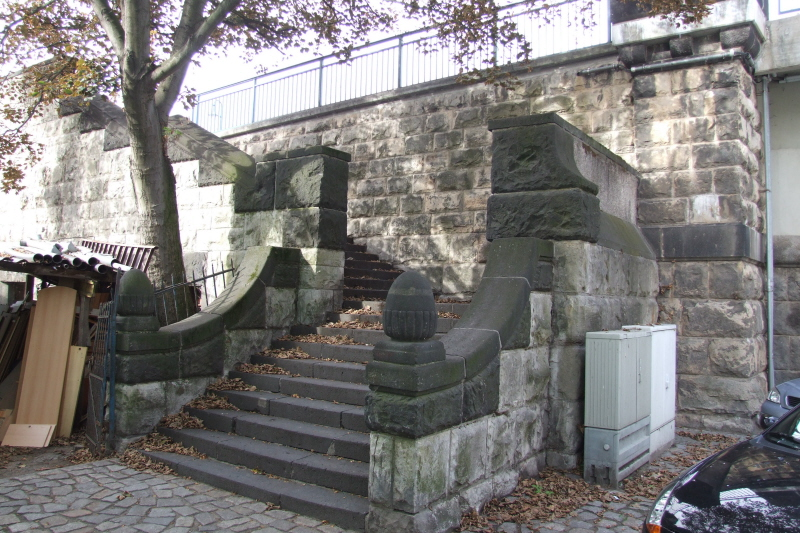
Escaliers du pont original de Schönebeck sur l'Elbe

En 1912, Möhring participe à la conception du pont sur l'Elbe à Schönebeck (de). Le pont est partiellement détruit pendant la Seconde Guerre mondiale et reconstruit de manière simplifiée. Des fragments du bâtiment d'origine se trouvent encore sur le pont actuel.
Bruno Möhring réalise la conception du cimetière de Bitterfelde, Friedenstraße 45, 47

### Bâtiments en Rhénanie-Palatinat

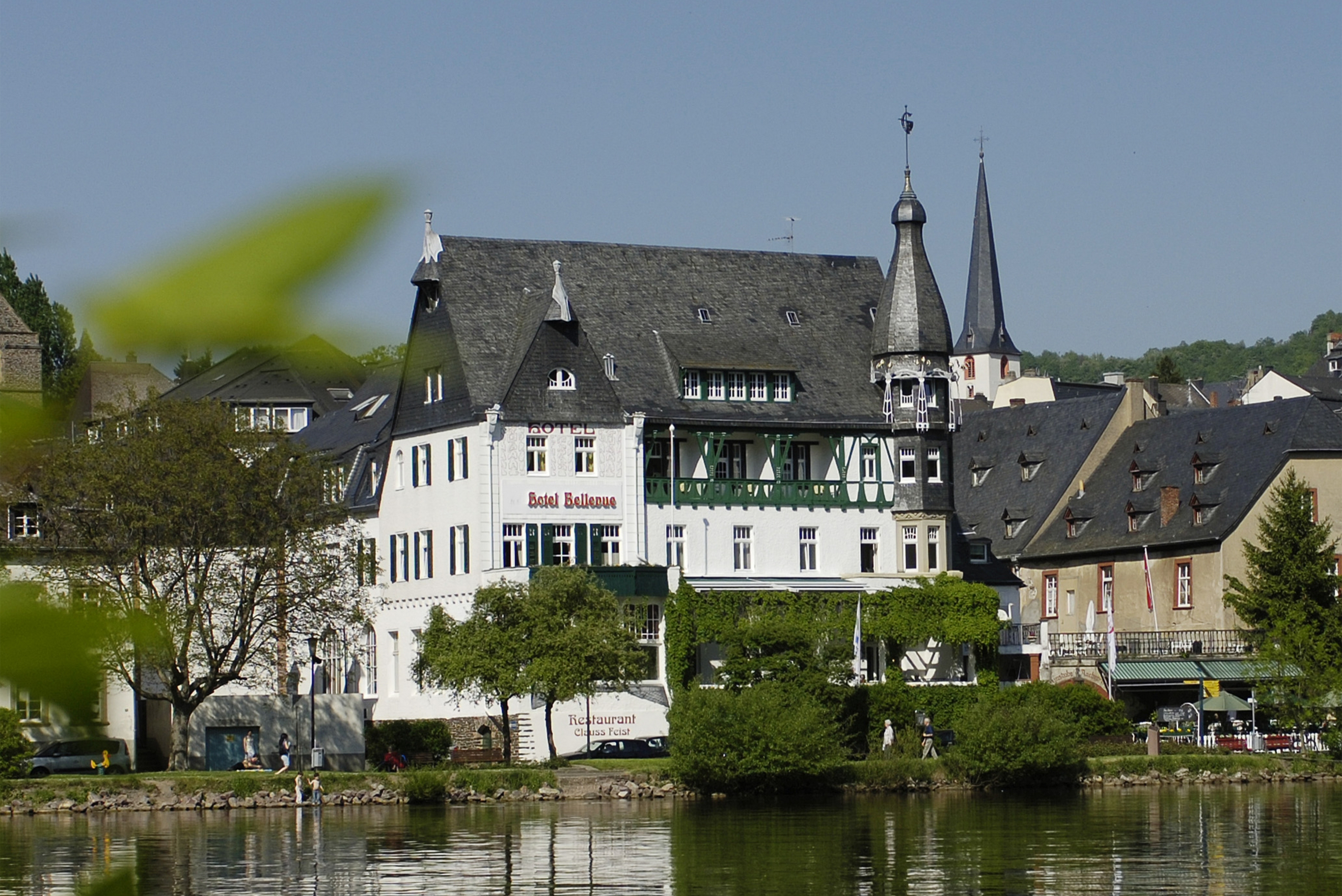
L'Hôtel Art Nouveau Bellevue à Traben-Trarbach. L'auberge « Clauss-Feist » est construite en 1837 comme une maison à colombages. En 1900, il est entièrement détruit par un incendie majeur. Bruno Möhring, qui a lui-même aimé s'y rendre et connaissait personnellement les propriétaires, élabore alors les plans d'un nouveau bâtiment (achevé en 1903).

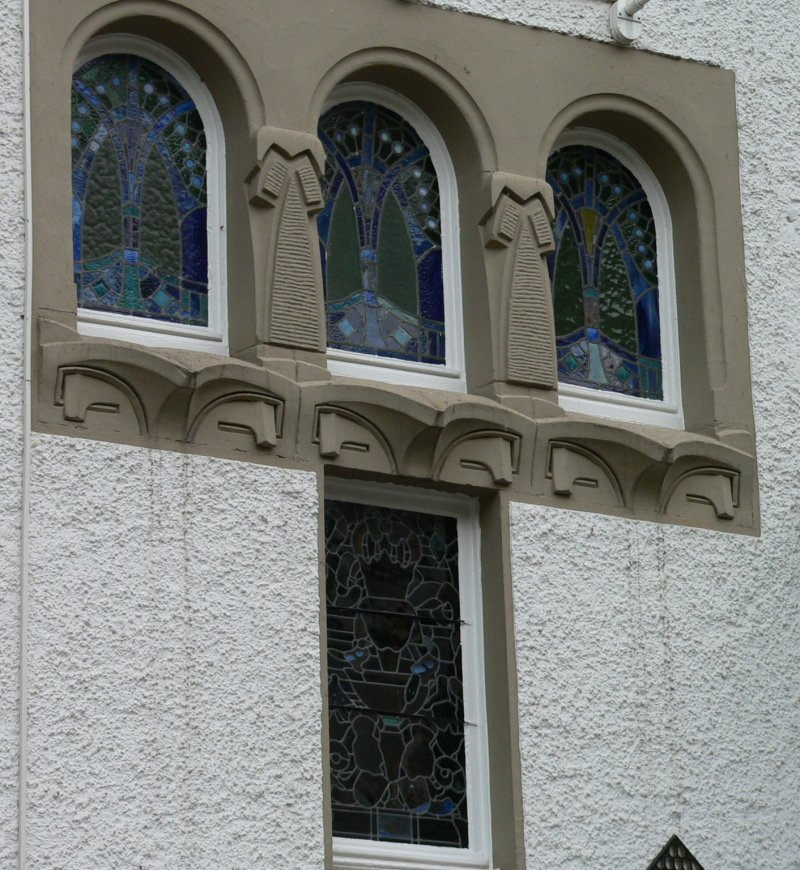
Fenêtre Art Nouveau de l'hôtel Bellevue, Traben-Trarbach

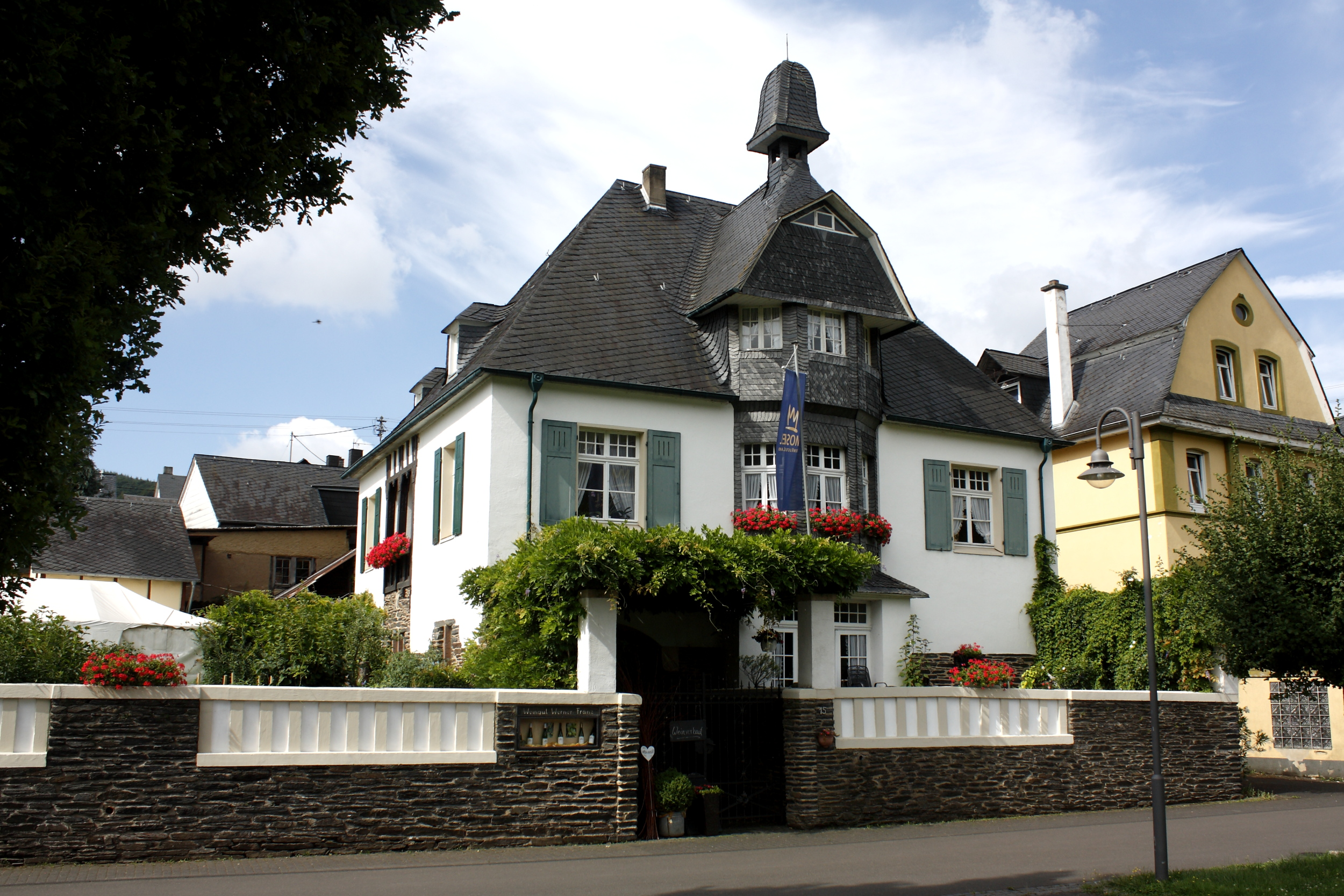
Maison vigneronne Art Nouveau à Lösnich/Moselle, construite en 1906

- En 1897, il remporte le concours pour la construction du pont sur la Moselle (de), qui relie les quartiers de Traben et Trarbach[24]. La structure du pont en fer, achevée en 1899, explose en 1945, mais la porte du pont conçue par Möhring est conservée lors de la reconstruction[42].

Au cours des années suivantes, il reçoit d'autres commandes pour plusieurs bâtiments qui ont survécu jusqu'à ce jour :
- 1901-03 : Hôtel Clauss-Feist, An der Mosel 11, avec un design intérieur largement préservé conçu par lui[43]
- 1904 : Villa Huesgen[44], Am Bahnhof 50
- [45]1905 : Villa Dr. Gustav Breucker (plus tard Nollen), An der Mosel 7[14]
- 1905 : Domaine viticole Langguth à Enkirch[46]
- 1906 : Bâtiment d'agrandissement de la maison de cure et d'hébergement Wildstein près de Traben-Trarbach, utilisée plus tard comme maison de repos pour Mannesmannrohren-Werke AG, aujourd'hui : hôtel thermal « Parkschlösschen Bad Wildstein », Wildbadstraße 201[14]
- 1906/07 : Grande cave Julius Kayser & Co., Bruno-Möhring-Platz 1 (aujourd'hui Musée du Bouddha (de))[47]
- 1906 : Maison vigneronne à Lösnich, Gestade 15[48]

### Bâtiments en Rhénanie-du-Nord-Westphalie
- 1898 : Pont sur le Rhin à Bonn (de) à Bonn (détruit en 1945)[49]
- 1900 : Ouvrage de la gare de l'arrêt « Döppersberg » (de) du train aériende Wuppertal (démoli en 1926)[25]
- 1902-1904 : pont ferry Aaker (de) à Duisbourg (remplacé par un nouveau bâtiment dans les années 1990)
- 1903 : Salle des machines de la mine Zollern II/IV à Dortmund-Bövinghausen (aujourd'hui siège du Musée de l'industrie LWL)[50],[51]
- à partir de 1910 : colonie de fonctionnaires "Am Grafenbusch" (de) de la Gutehoffnungshütte à Oberhausen (en quatre phases de construction, éléments décoratifs en terre cuite sur les maisons des cadres supérieurs de John Martens (de))[52]

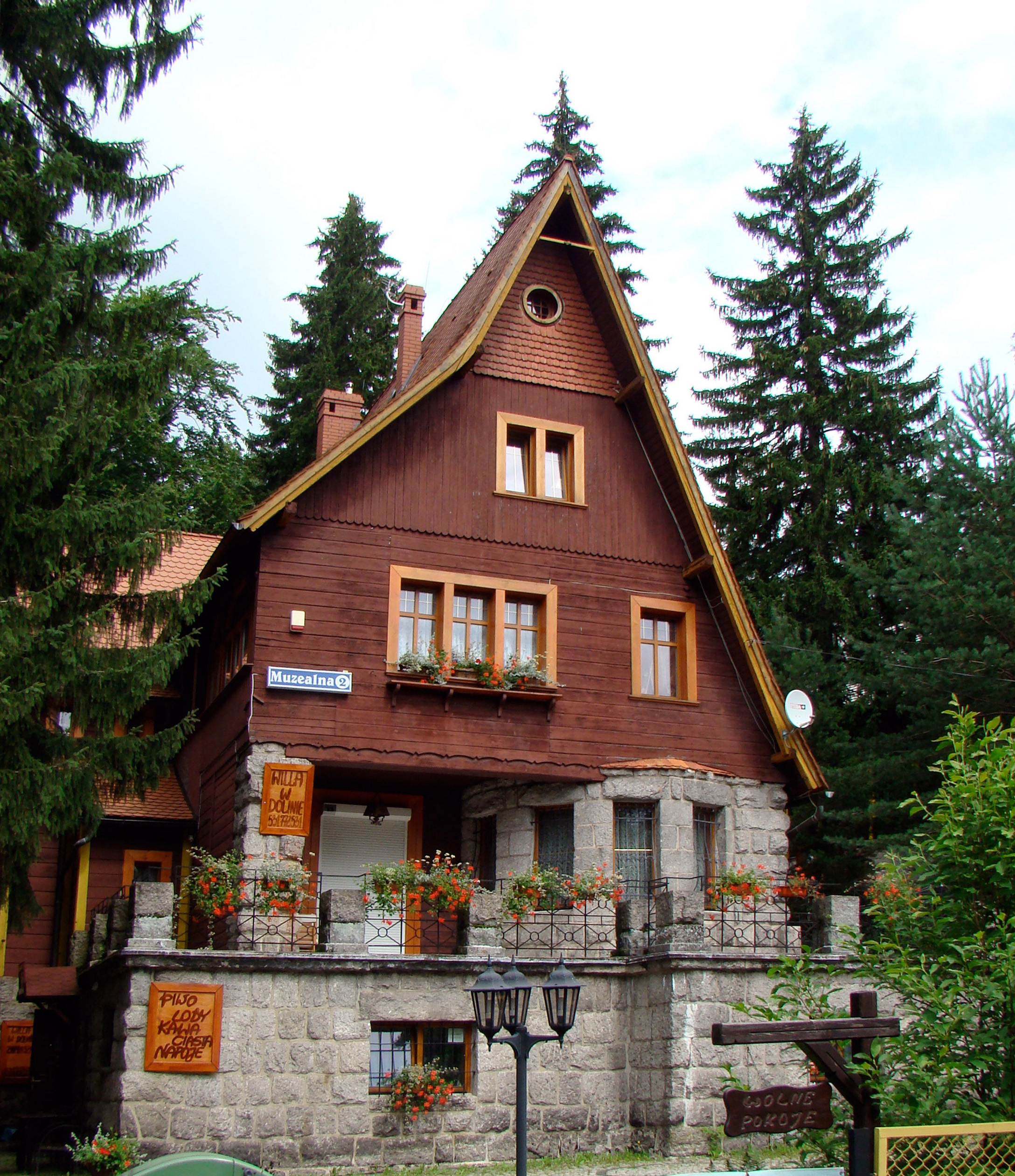
Villa du Dr Alfred Koeppen à Szklarska Poręba (Schreiberhau), ul. Muzealna 2

- Résidence du Dr Alfred Koeppen à Mittel-Schreiberhau dans les Monts des Géants (ul. Muzealna 2) à partir de 1907[53].
- Musée Mexique (Musée universitaire du Chopo (es)) : Le bâtiment industriel aux décorations Art nouveau vient d'Allemagne. En 1902, il est commandé par la Gutehoffnungshütte d'Oberhausen et l'usine de moteurs à gaz Deutz (qui fera plus tard partie des Klöckner-Humboldt-Deutz-Werke) selon les plans de l'architecte berlinois Bruno Möhring et du concepteur en chef de la Gutehoffnungshütte, Reinhold Krohn (pont département de construction à Oberhausen-Sterkrade), car une salle d'exposition est construite pour l' exposition industrielle et commerciale rhénane-westphalienne à Düsseldorf. La halle est un modèle direct de la célèbre salle des machines Art nouveau de la mine Zollern II/IV à Dortmund-Bövinghausen, également conçue par Möhring. Comme il est clair dès le départ que la halle ne resterait pas définitivement à Düsseldorf, elle est conçue pour être entièrement démontable à l'aide de raccords vissés. La plus grande partie principale est achetée par la société mexicaine José Landeros y Cos en collaboration avec la Compañía Mexicana de Exposición Permanente, expédiée au Mexique et reconstruite de 1903 à 1905 près de la gare de Buenavista. À partir de 1909, il sert de musée national d’histoire naturelle mexicaine, exposant notamment des dinosaures. En 1960, de graves dommages causés à la collection entraînent la fermeture du musée. À partir de 1973, la salle passe à l'Université nationale autonome de Mexico (UNAM) qui, après rénovation et réaménagement, rouvre le bâtiment le 25 novembre 1975 en tant que centre d'art jeune, d'avant-garde et expérimental (arts visuels, théâtre et musique). Le bâtiment est rénové et reconstruit de 2006 à 2010 selon les plans de l'architecte argentin Enrique Norton. Toutes les installations ultérieures sont supprimées et une rampe autoportante s'étendant sur plusieurs étages est installée à l'intérieur[54].

## Publications
- avec Rudolph Eberstadt (de) et Richard Petersen (de), Groß-Berlin. Ein Programm für die Planung der neuzeitlichen Großstadt, Berlin, 1910.